# Chiesa della Misericordia (Pontedera)
La chiesa della Misericordia è una chiesa di Pontedera (PI), vicina alla propositura dei Santi Jacopo e Filippo.

## Storia e descrizione
Progettata dall'architetto pontederese Luigi Bellincioni, fu iniziata nel 1883 e conclusa nel 1892.
È caratterizzata da una pianta centrale polilobata, con copertura a cupola, e ai lati dell'unico ingresso sorgono due minuscole cappelle rettangolari. L'interno è articolato in cinque cappelle semicircolari; lungo le pareti delle prime sono disposte le stazioni della "Via Crucis", mentre nelle successive sono collocati i due altari ottocenteschi, realizzati in legno dorato e dipinto, di chiaro stile rinascimentale. Sull'altare destro si conserva la venerata Madonna della Misericordia (XIX secolo). Sull'altare maggiore, un crocifisso ligneo ottocentesco. Il tamburo della cupola è decorato con medaglioni di stucco contenenti le raffigurazioni delle virtù cardinali.